# Jaime Niño Díez
Jaime Niño Diez (Colombia, 1942-Barranquilla, 12 de diciembre de 2016) fue un político, profesor, sociólogo y académico colombiano. Se desempeñó como Ministro de Educación entre 1997-1998.

## Biografía
Jaime Niño Niño Díez estudió sociología en la Universidad Nacional de Colombia. Durante su trayectoria como académico fue rector de la Universidad Piloto de Colombia y Universidad Autónoma de Colombia, así como presidente de los consejos directivos de la Universidad Nacional y la Universidad Pedagógica Nacional, entre otras, y profesor de la Universidad Nacional de Colombia y de la Universidad del Valle.
Niño ocupó las responsabilidades de viceministro de Educación Básica, director general del Icfes y del ICETEX, Senador entre 1986-1991 representante a la Cámara, embajador plenipotenciario ante la Asamblea General de las Naciones Unidas, comisionado Nacional de Televisión y secretario de Educación de Bogotá. Fue autor de numerosas publicaciones y artículos en la materia, asesor de la Unesco y la Usaid y en los últimos años asistió a varios países de América Latina y África en el mejoramiento de la calidad de la educación y las competencias básicas de los estudiantes. Formó un equipo de acompañamiento de los docentes en las instituciones educativas de menor desempeño, como asesor del Programa “Todos a Aprender”, impulsado por el Ministerio de Educación. En sus últimos años fue nombrado como académico general de la Universidad Simón Bolívar hasta la fecha de su muerte el 12 de diciembre de 2016 en Barranquilla.